# Pamela Cortés
Pamela Estefanía Cortés Medina (Guayaquil, 9 de enero de 1981) es una cantante, actriz y bailarina ecuatoriana.

## Biografía

### Primeros años
Pamela Cortés nació el 9 de enero de 1981 en Guayaquil, Ecuador. Empezó a estudiar música y el baile desde que tenía 7 años de edad. Inició sus estudios de baile en la academia de baile Danzas Jazz en Guayaquil; también tomó clases de canto y teoría musical en el conservatorio Antonio Neumane. Es aquí cuando empieza su carrera musical e incursiona en el mundo del arte participando en festivales de coros internacionales.

## Carrera
En 1992, obtuvo el primer lugar en el concurso internacional "Los Niños Cantan a América", en Atlanta.
En 1993, fue elegida para participar en el programa de televisión brasileño El show de Xuxa, haciendo el rol de "Paquita". Al regresar a Ecuador, logró animar su propio programa de televisión llamado "El rincón de los bajitos". Con tan solo 13 años de edad, Pamela estrena su primera producción titulada "Alegría". 
En 1994, lanza su primera producción discográfica titulada “Alegría”. En 1996, lanzó su segundo álbum, "Más allá del Sol". En el mismo año, participó en la teletón de Panamá para recaudar dinero para los niños pobres.
En 1999, fue a estudiar música en Miami, y regresó a Ecuador en 2000 para lanzar su tercer álbum, "Con el Alma". En el mismo año, actuó en la telenovela peruana "Bésame Tonto", y más tarde en la producción ecuatoriana "Mis Primas". En 2004 lanzó su cuarto álbum "Esperaré". En 2005, participó en la adaptación del musical "El hombre de La Mancha". 
En 2007, colaboró con Franco de Vita en la canción "Te Amo", durante el concierto del artista en el Coliseo General Rumiñahui. En 2010 formó parte del programa de entrevistas "Así Somos", culminando su participación dos años después. En 2011, estrenó la obra teatral "Cabaret", interpretando el personaje de Sally Bowles.
En 2015, tras cinco años de una pausa en el ámbito musical, lanzó su álbum "Muñequita" en una presentación realizada en el Teatro Sánchez Aguilar, recontando sus 23 años de carrera artística.

## Vida personal

### Familia
Está casada con David Harutyunyan, director de la de la Orquesta Filarmónica Municipal de Guayaquil. En el 2012, tuvieron a su hijo Maximilian Harutyuanyan.

### Problemas de Salud
El 23 de septiembre de 2022, comenzó con problemas en sus piernas, debido a una trombosis venosa.

## Filmografía
- (2014) Yo me llamo - Jurado
- (2005) Mis Primas - Lucía
- (2003) Bésame tonto - Cory

## Discografía

### Álbumes
- Alegría (1994)
- Más allá del sol (1996)
- Con el alma (2001)
- Esperaré (2004)
- Cristales Rotos (2011)

### Sencillos
- La Mariposa y el Caracol
- Hoy es día de alegría
- Arco iris
- La Vida Sigue Igual
- Garabato
- Dicen
- Emergencia De Amor
- Exorcismo De Amor
- Te vas
- Lejos
- Olvídate De Mi
- Cristales Rotos
- Yo nací aquí
- Muñequita

### Premios
- La artista Revolución
- Premio Huancavilca
- Disco Rojo
- Cantante del Año
- Estrella Dorada
- Antena Dorada